# Melaloncha culmena
Melaloncha culmena är en tvåvingeart som beskrevs av Brown 2006. Melaloncha culmena ingår i släktet Melaloncha och familjen puckelflugor. Inga underarter finns listade i Catalogue of Life.